# Diócesis de Augsburgo
La diócesis de Augsburgo (en latín: Dioecesis Augustana Vindelicorum y en alemán: Bistum Augsburg) es una circunscripción eclesiástica de la Iglesia católica en Alemania. Se trata de una diócesis latina, sufragánea de la arquidiócesis de Múnich y Frisinga. Desde el 29 de enero de 2020 su obispo es Bertram Johannes Meier.

## Territorio y organización

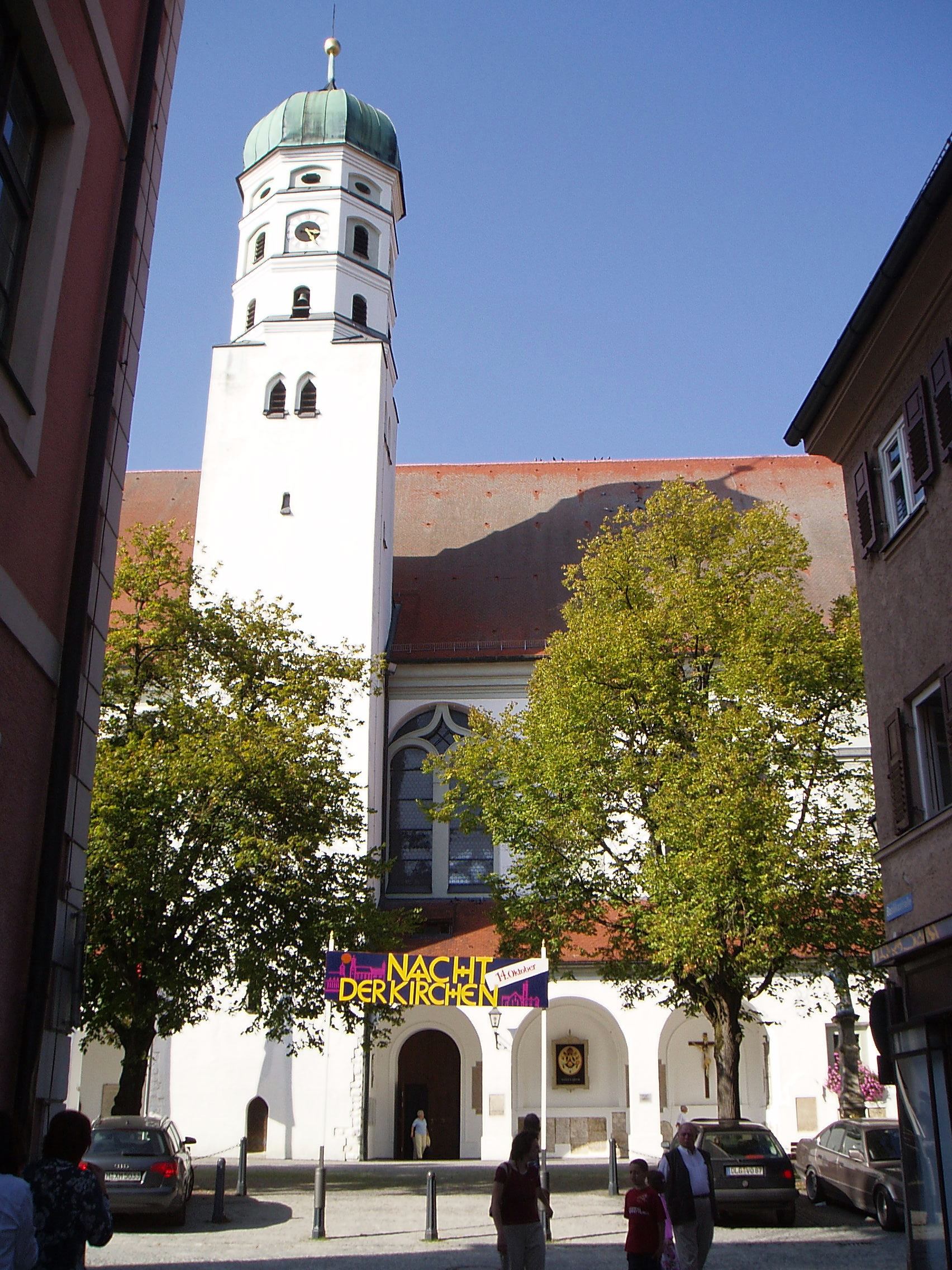
Concatedral basílica de San Pedro y San Pablo, en Dilinga

La diócesis tiene 13 250 km² y extiende su jurisdicción sobre los fieles católicos de rito latino residentes en la parte sudoccidental del estado de Baviera, comprendiendo:
- los distritos de Lindau, Alta Algovia, Algovia Oriental, Baja Algovia, Landsberg am Lech, Nuevo Ulm, Gunzburgo, Augsburgo, Aichach-Friedberg y Dilinga;
- en parte los distritos de Weilheim-Schongau, Garmisch-Partenkirchen, Bad Tölz-Wolfratshausen, Starnberg, Fürstenfeldbruck, Dachau, Pfaffenhofen an der Ilm, Neuburg-Schrobenhausen, Danubio-Ries y Ansbach;
- las ciudades extradistritales de Augsburgo, Kempten, Memmingen y Kaufbeuren.

La diócesis de Augsburgo rodea el enclave del monasterio de Schlehdorf, que pertenece a la arquidiócesis de Múnich y Frisinga.

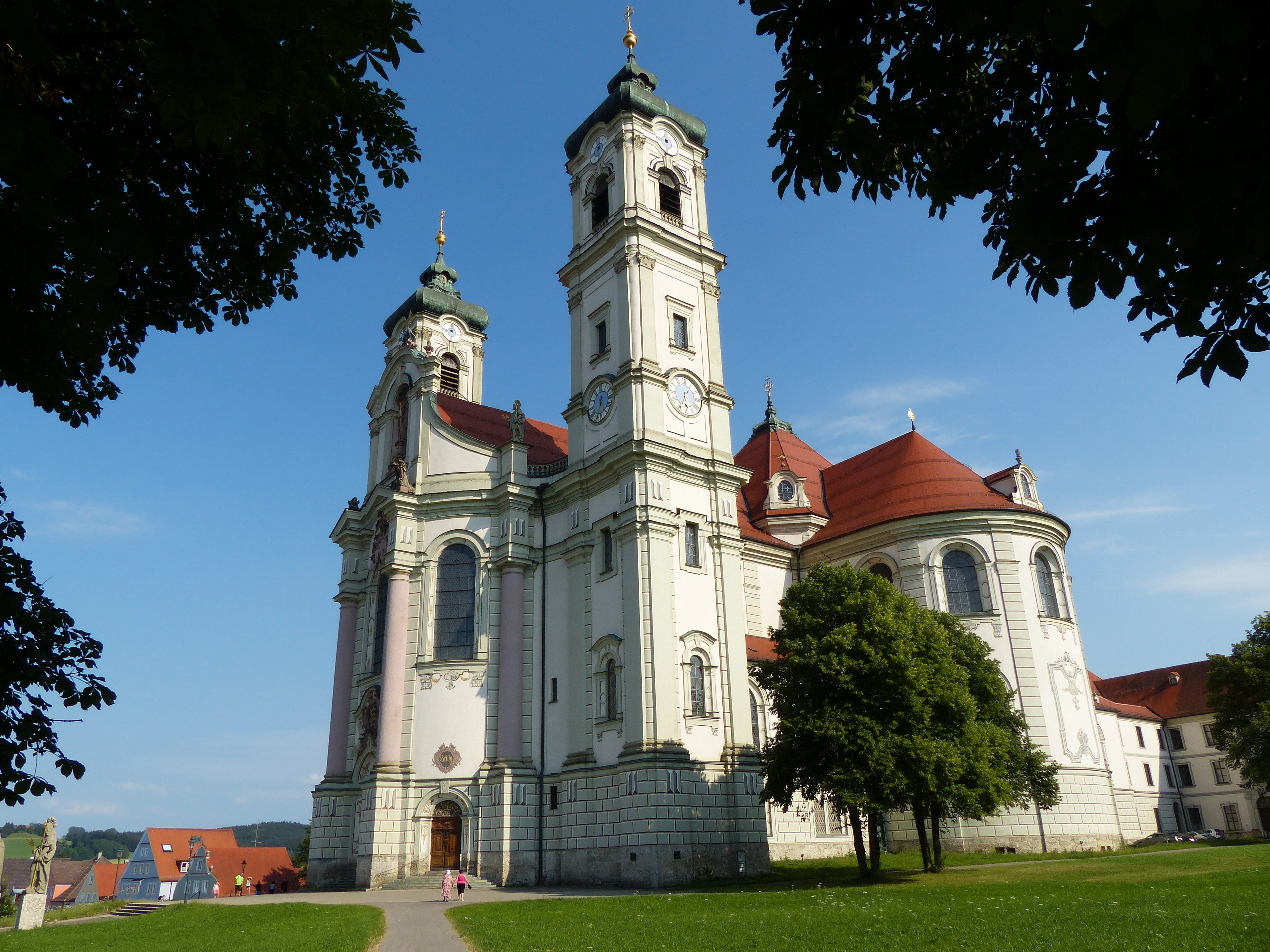
Basílica de los Santos Alejandro y Teodoro, en la abadía de Ottobeuren

La sede de la diócesis se encuentra en la ciudad de Augsburgo, en donde se halla la Catedral de Santa María. En Dilinga se encuentra la Concatedral basílica de San Pedro y San Pablo. Otras basílicas menores de la diócesis son: la de los Santos Alejandro y Teodoro, en Ottobeuren; la de San Miguel, en Altenstadt; la de San Lorenzo, en Kempten; la de los Santos Ulrico y Afra, en Augsburgo; y la de San Benito, en Benediktbeuern.

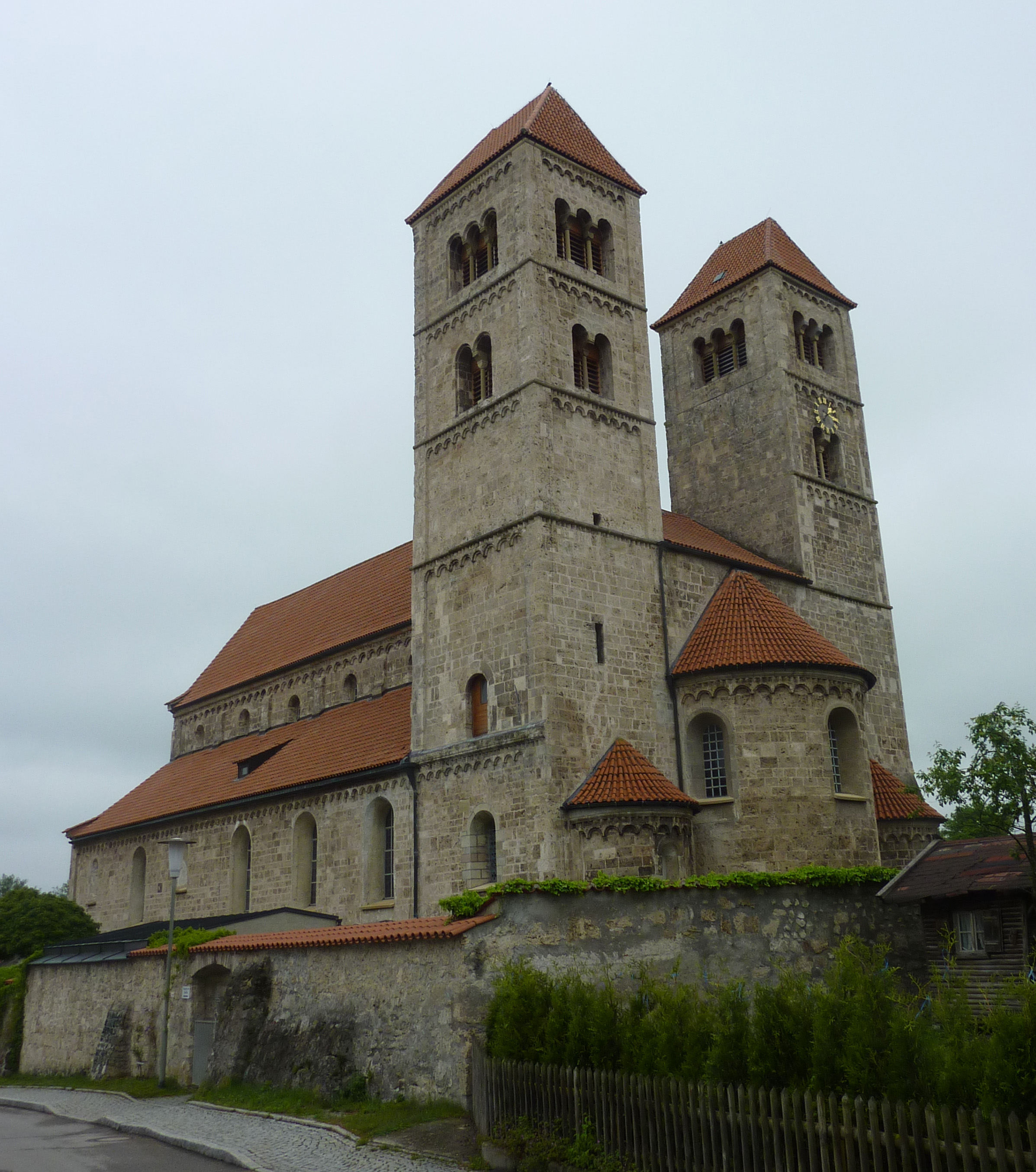
Basílica de San Miguel, en Altenstadt

En 2022 en la diócesis existían 996 parroquias agrupadas en 23 decanatos a partir del 1 de diciembre de 2012: Aichach-Friedberg, Augsburg I, Augsburg II, Augsburg-Land, Benediktbeuern (excepto el enclave del monasterio de Schlehdorf), Dillingen, Donauwörth, Günzburg, Kaufbeuren, Kempten, Landsberg, Lindau, Marktoberdorf, Memmingen, Mindelheim, Neuburg-Schrobenhausen, Neu-Ulm, Nördlingen, Pfaffenhofen, Schwabmünchen, Sonthofen, Starnberg y Weilheim-Schongau.

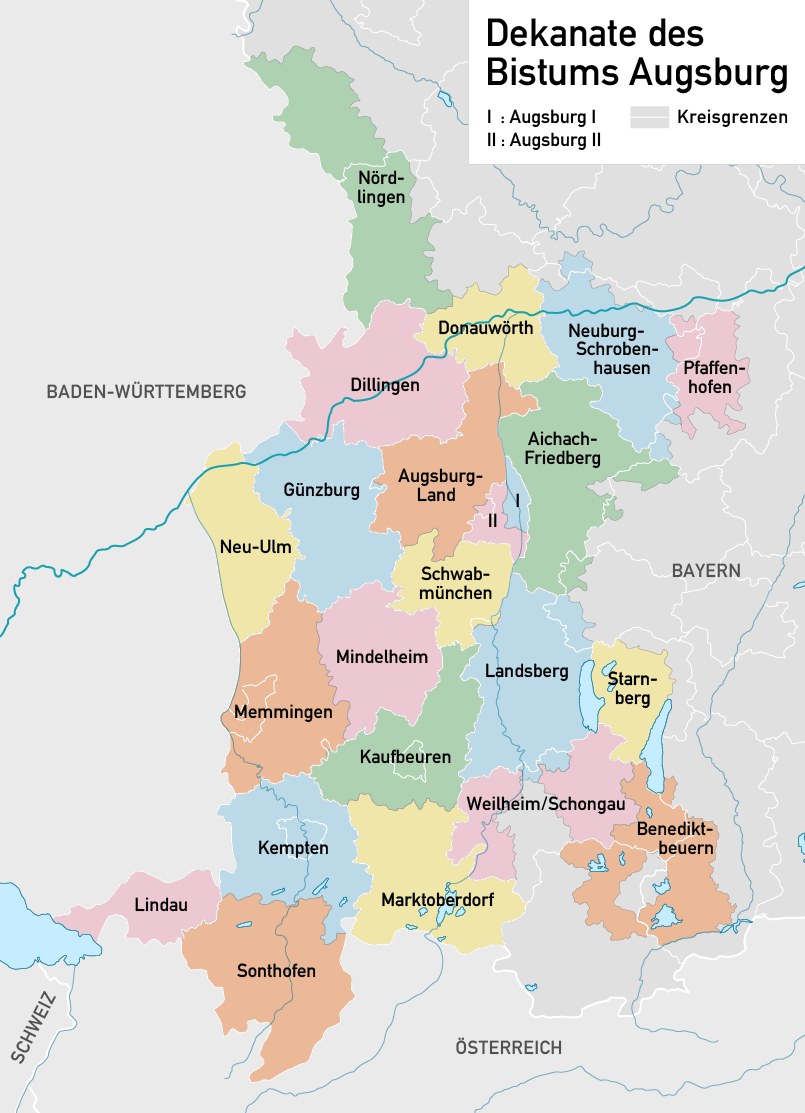
Mapa de decanatos de la diócesis de Augsburgo

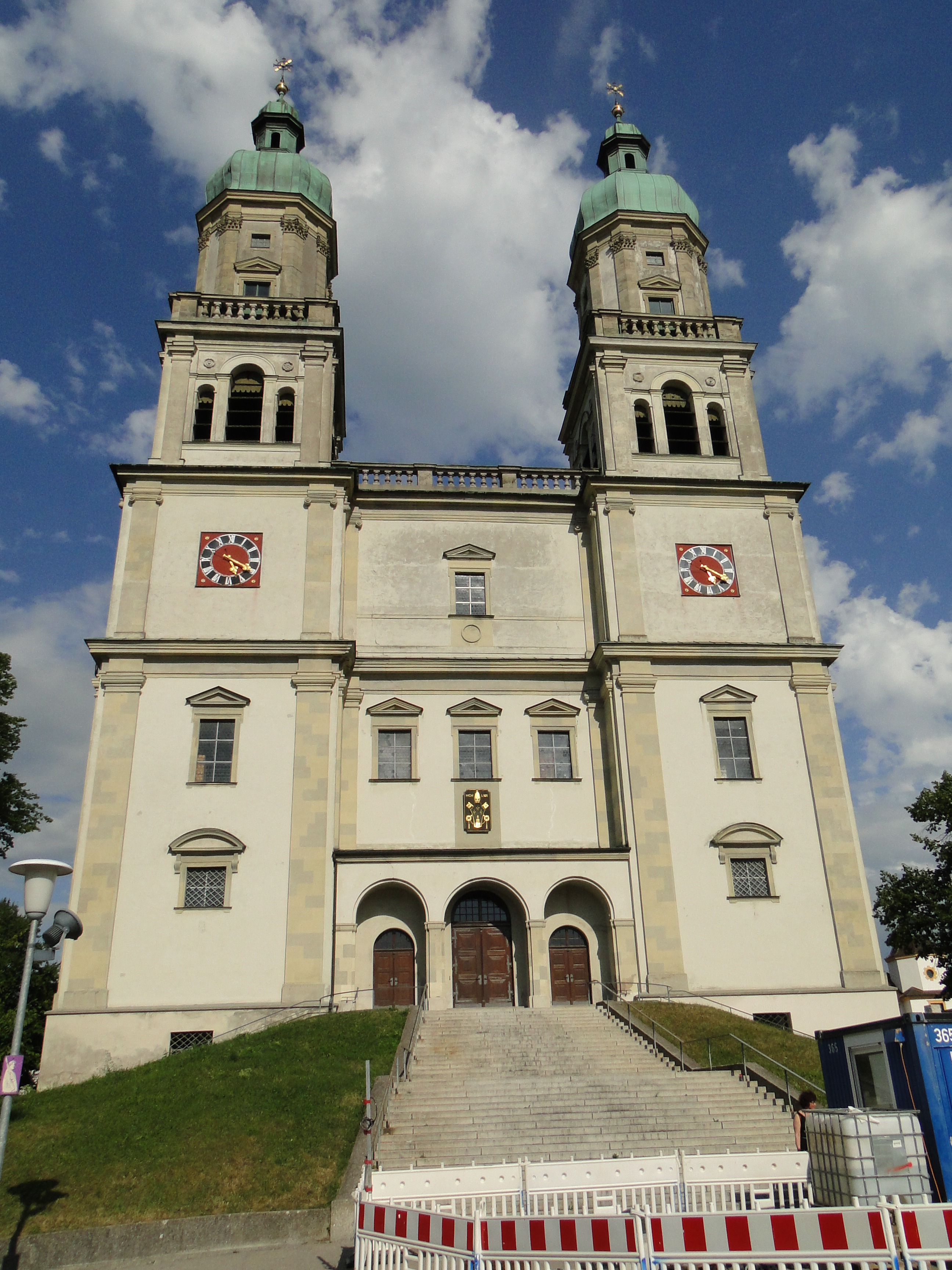
Basílica de San Lorenzo, en Kempten

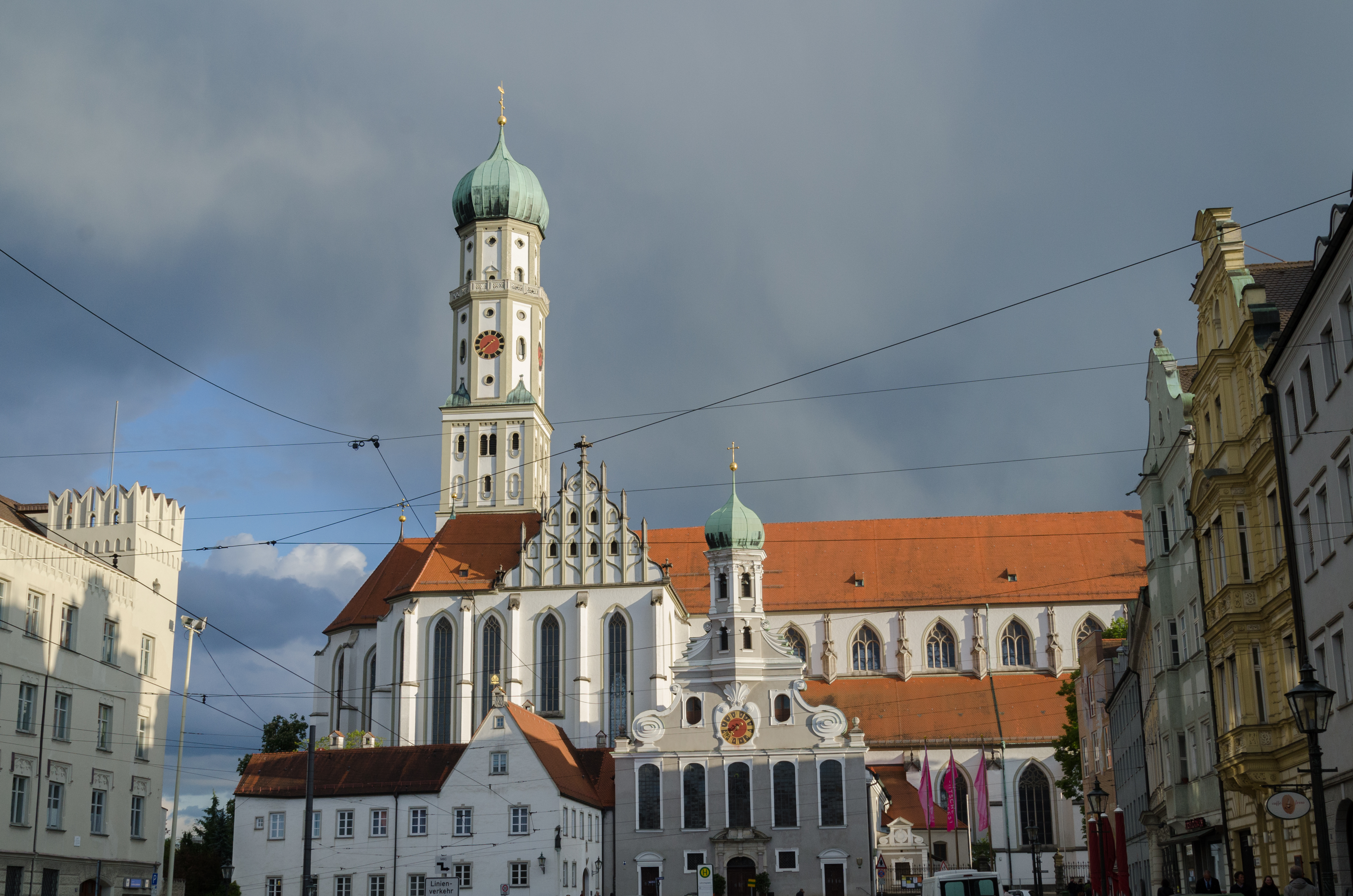
Basílica de los Santos Ulrico y Afra, en Augsburgo

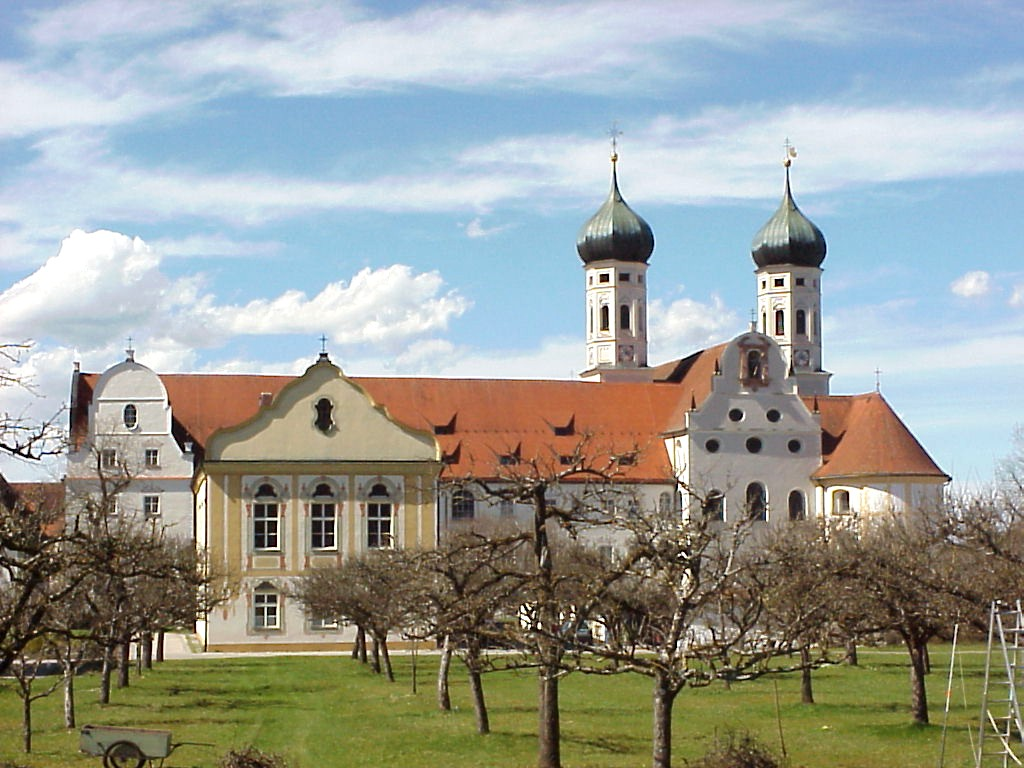
Basílica de San Benito, en la abadía de Benediktbeuern

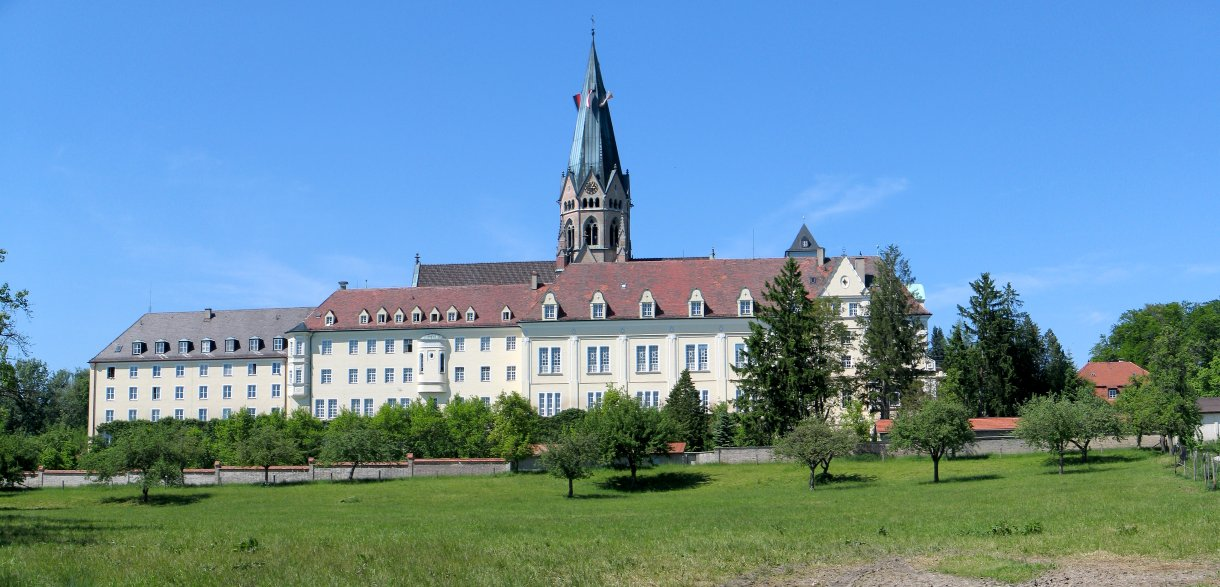
Abadía de Santa Otilia

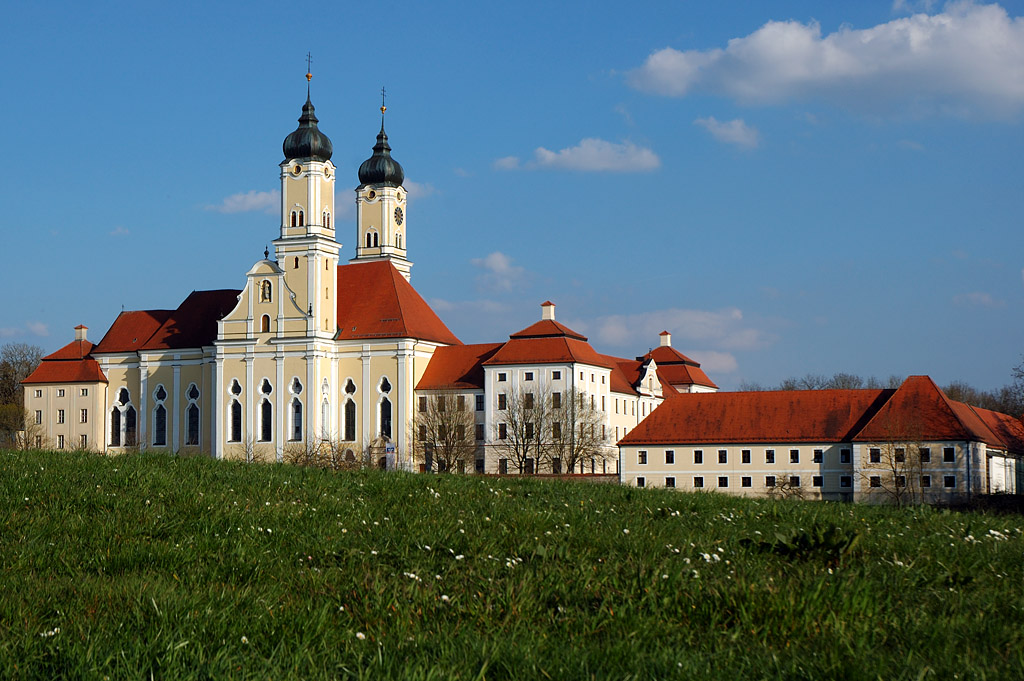
Abadía premostratense de Roggenburg

## Historia
Augusta Vindelicorum era el antiguo nombre de la ciudad de Augsburgo, situada en la provincia imperial de Recia segunda, donde permaneció desde la conquista romana hasta el final del Imperio. Ya durante el período de persecución, Augsburgo contaba con cristianos, como lo atestigua el martirio de santa Afra (principios del siglo IV), patrona de la diócesis, y la continuidad del culto hacia ella. Sin embargo, debería ser considerada una leyenda la tradición tardía, recogida en el Acta de santa Afra, según la cual la diócesis habría sido fundada por san Narciso, obispo de Gerona en España, y habría tenido como primer obispo al tío del santa, san Dionisio.
Los antiguos catálogos episcopales dan cuenta de una serie de nombres de obispos no atestiguados históricamente e insuficientes para cubrir un período de tiempo que va desde el siglo V-VI, época en la que probablemente se erigió la diócesis, hasta la primera mitad del siglo VIII, época en la que atestigua el primer obispo cierto de Augsburgo, Wikterp (o Wigbert). Desde el siglo VIII se atestigua la pertenencia de la diócesis a la provincia eclesiástica de la arquidiócesis de Maguncia (hoy diócesis de Maguncia).
Con el obispo Simperto (siglo IX) se fijaron los límites de la diócesis (hubo hasta 39 decanatos rurales) y la ciudad se convirtió en un centro fundamental de la cultura benedictina, lo que incrementó la fundación de nuevas abadías, como las de Wessobrunn, de Benediktbeuern y de Ottobeuren. Además, con Simperto la diócesis incorporó los territorios de la suprimida diócesis de Neoburgo.
Ya en el siglo VIII los obispos de Augsburgo adquirieron bienes, inmunidades y privilegios, que pasaron a formar el principado episcopal de Augsburgo (Hochstift Augsburg), que se consolidó con el gran obispo y santo patrón de la ciudad y de la diócesis, san Udalrico de Augsburgo (923-973). Hombre devoto y piadoso, profundamente atento a la educación del clero, a la disciplina en los monasterios y a la práctica religiosa entre el pueblo, apoyó al Imperio y se convirtió en el hombre de confianza de Otón I de Sajonia, quien le concedió el derecho, inusual en el momento, de acuñar monedas.
La Catedral de Augsburgo fue iniciada por el obispo Leuthold (Liutolf) († 996) y terminada por Emmerich von Leiningen († 1077), quien también fue responsable de la construcción de la basílica de los Santos Uldarico y Afra, un importante lugar de peregrinación en el diócesis.
En la época del obispo Hartmann († 1286), a la ciudad de Augsburgo se le concedió el estatus de ciudad libre del Imperio; la capital del principado episcopal y segunda residencia de los obispos fue la ciudad de Dilinga, junto al río Danubio.
La Reforma protestante tuvo cierto éxito en la diócesis, lo que supuso la transición a la nueva denominación religiosa de 142 parroquias (13.1% del total), 8 abadías masculinas y 5 femeninas, y 13 conventos de órdenes mendicantes. Si la diócesis se mantuvo sustancialmente fiel al catolicismo, fue sobre todo gracias a los diversos príncipes que gobernaron el territorio diocesano, los duques de Baviera y Austria, y los príncipes eclesiásticos de Kempten, Ellwangen y las 9 abadías imperiales con sede en la diócesis.
Augsburgo fue elegida como sede de importantes dietas imperiales, que jugaron un papel decisivo en la historia religiosa de Alemania: la dieta de 1518, donde tuvo lugar el debate teológico entre Martín Lutero y el cardenal Tomás Cayetano; la dieta de 1530, donde se redactó lo que ha pasado a la historia como la Confesión de Augsburgo; la dieta de 1555, cuando se estipuló la Paz de Augsburgo.
Con la ayuda del jesuita Pietro Canisius, obispo de Viena, el obispo Otto Truchsess von Waldburg inició la Contrarreforma en su diócesis y fundó una Universidad Católica Reformada en Dilinga en 1549, que ayudó a difundir los ideales del Concilio de Trento también en el diócesis; en 1735 también se erigió el seminario de Pfaffenhausen.
En la época barroca, Augsburgo se enriqueció con numerosas obras de arte creadas gracias a importantes arquitectos, pintores y yeseros que trabajaron en las iglesias de la diócesis. Los monasterios e iglesias parroquiales más famosos de la zona, como el de Pfaffenwinkel, datan de este período. La escuela de Wessobrunn, el monasterio de Marienmünster cerca de Dießen, los monasterios de Benediktbeuern y la abadía de Santa Otilia cerca de Wallfahrtskirchen y la Wieskirche en Steingaden se construyeron con el mismo estilo.
El principado eclesiástico de Augsburgo fue abolido con la Reichsdeputationshauptschluss y la secularización de 1803 y su territorio fue anexado al Reino de Baviera. Incluso la diócesis, a raíz de los acontecimientos políticos, sufrió algunos cambios. El último príncipe-obispo, Clemente Wenceslao de Sajonia, murió en 1812 y la diócesis permaneció vacante durante algunos años, tiempo durante el cual fue administrada por el vicario general Franz Friedrich von Sturmfeder.
Tras el concordato con el reino bávaro del 5 de junio de 1817, el papa Pío VII publicó el 1 de abril siguiente la bula Dei ac Domini nostri con la que reorganizó las circunscripciones eclesiásticas de Baviera. La diócesis de Augsburgo se convirtió en sufragánea de la arquidiócesis de Múnich y Frisinga e incorporó los territorios de la suprimida prepositura de Ellwangen. Desde un punto de vista territorial, las nuevas fronteras diocesanas se hicieron coincidir con las del Reino de Baviera: así adquirió 65 parroquias de la suprimida diócesis de Constanza, pero al mismo tiempo cedió 79 parroquias a la diócesis de Rotemburgo (al oeste) y 12 parroquias en Vorarlberg y en Tirol a la diócesis de Bresanona (sur).
En 1823 se concedió a la diócesis el seminario estatal, lo que lo convirtió en el centro de formación de sus sacerdotes; fue reconstruido por el obispo Maximilian von Lingg en 1914; en 1862 se inauguró el seminario menor.
El 9 de febrero de 1914 cedió una pequeña porción de su territorio a la arquidiócesis de Múnich y Frisinga.

## Estadísticas
Según el Anuario Pontificio 2023, la diócesis tenía a fines de 2022 un total de 1 302 000 fieles bautizados.
| Año                                                                             | Población            | Población | Población      | Sacerdotes | Sacerdotes    | Sacerdotes    | Bautizados por sacerdote | Diáconos permanentes | Religiosos | Religiosos | Parroquias |
| Año                                                                             | Bautizados católicos | Total     | % de católicos | Total      | Clero secular | Clero regular | Bautizados por sacerdote | Diáconos permanentes | Varones    | Mujeres    | Parroquias |
| ------------------------------------------------------------------------------- | -------------------- | --------- | -------------- | ---------- | ------------- | ------------- | ------------------------ | -------------------- | ---------- | ---------- | ---------- |
| 1950                                                                            | 1 347 000            | 1 639 660 | 82.2           | 1571       | 1223          | 348           | 857                      |                      | 348        | 5120       | 986        |
| 1970                                                                            | 1 500 598            | 1 842 911 | 81.4           | 1105       | 1105          |               | 1358                     | 3                    |            | 3500       | 1020       |
| 1980                                                                            | 1 554 000            | 1 900 000 | 81.8           | 1340       | 960           | 380           | 1159                     | 24                   | 716        | 4400       | 1032       |
| 1990                                                                            | 1 457 417            | 1 967 498 | 74.1           | 1267       | 842           | 425           | 1150                     | 81                   | 752        | 3347       | 997        |
| 2000                                                                            | 1 536 010            | 2 204 626 | 69.7           | 1012       | 813           | 199           | 1517                     | 113                  | 308        | 2239       | 1000       |
| 2002                                                                            | 1 535 669            | 2 225 166 | 69.0           | 1095       | 792           | 303           | 1402                     | 118                  | 534        | 2197       | 1001       |
| 2004                                                                            | 1 536 294            | 2 249 020 | 68.3           | 1118       | 782           | 336           | 1374                     | 129                  | 484        | 2050       | 1001       |
| 2006                                                                            | 1 493 282            | 2 262 963 | 66.0           | 1091       | 762           | 329           | 1368                     | 138                  | 558        | 1837       | 1001       |
| 2012                                                                            | 1 351 703            | 2 298 454 | 58.8           | 1019       | 711           | 308           | 1326                     | 158                  | 597        | 1448       | 1004       |
| 2015                                                                            | 1 325 316            | 2 316 270 | 57.2           | 1150       | 666           | 484           | 1152                     | 164                  | 748        | 1232       | 998        |
| 2018                                                                            | 1 298 482            | 2 401 293 | 54.1           | 933        | 647           | 286           | 1391                     | 173                  | 549        | 1030       | 998        |
| 2020                                                                            | 1 296 200            | 2 438 241 | 53.2           | 829        | 624           | 205           | 1563                     | 181                  | 390        | 1021       | 996        |
| 2022                                                                            | 1 302 000            | 2 460 076 | 52.9           | 822        | 593           | 229           | 1583                     | 183                  | 491        | 910        | 996        |
| Fuente: Catholic-Hierarchy, que a su vez toma los datos del Anuario Pontificio. |                      |           |                |            |               |               |                          |                      |            |            |            |

## Episcopologio

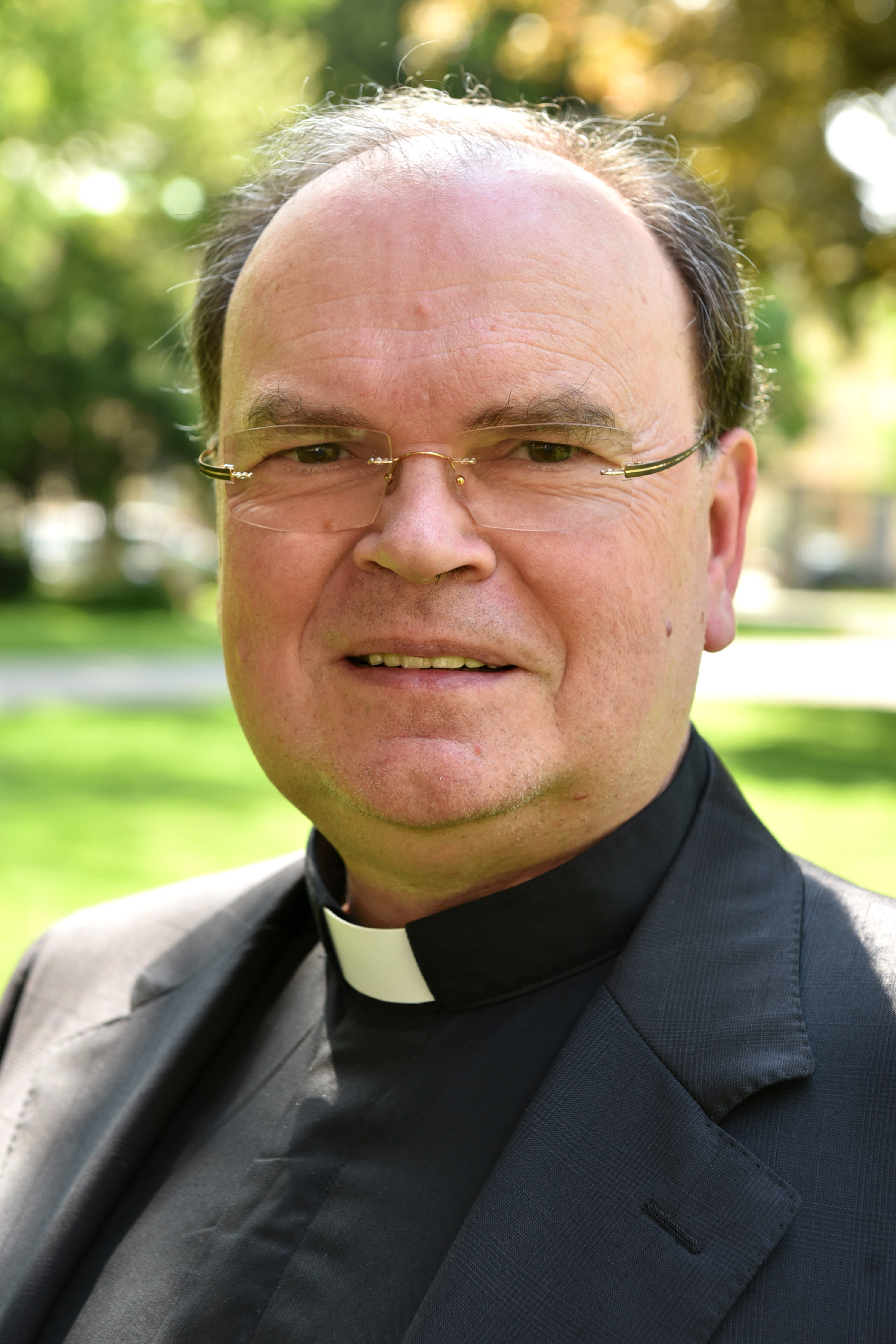
Bertram Johannes Meier, obispo de Augsburgo desde 2020

El catálogo episcopal más antiguo de Augsburgo data del siglo XII y se incluyó en un códice de la abadía de Wessobrunn. El primer obispo históricamente documentado es Wikterp (o Wigbert), en la primera mitad del siglo VIII; en el catálogo su nombre está precedido por el de otros nueve obispos, sobre los cuales las fuentes históricas guardan silencio.
- San Dionigi † (siglo IV)
- Zosimo †
- Perewelf †
- Tagebert †
- Manno †
- Wicho †
- Piricho †
- Zeizzo †
- Marchmann †
- Wikterp o Wigbert † (mencionado en 738 circa)
- Tozzo †
- San Simperto † (circa 801-?)
- Hanto † (mencionado en 812 circa)
- San Nitger † (mencionado en 822)
- Udalmann †
- Lanto † (antes de 847-después de 852)
- Witger † (antes de 867-887 falleció)
- Adalbero von Dillingen † (887-28 de abril de 909 falleció)
- Hiltin † (antes del 28 de diciembre de 909-8 de noviembre de 923 falleció)
- San Udalrico † (923-4 de julio de 973 falleció)
- Heinrich I † (973-13 de julio de 982 falleció)
- Etico de los Güelfos † (982-24 de junio de 988 falleció)
- Leuthold (Liutolf) † (989-25 de julio de 996 falleció)
- Gebhard, O.S.B. † (996-9 de julio de 1000 falleció)
- Sigfrido I † (1000-5 de mayo de 1006 falleció)
- Bruno de Baviera † (1006-23 de abril de 1029 falleció)
- Eberardo † (1029-25 de mayo de 1047 falleció)
- Enrico II † (1047-3 de septiembre de 1063 falleció)
- Emmerich von Leiningen † (antes del 2 de febrero de 1064-30 de agosto de 1077 falleció)
- Siegfried II † (1077-4 de diciembre de 1096 falleció)
  - Wigolt † (1077-11 de mayo de 1088 falleció) (antiobispo)
- Hermann von Vohburg † (1096-19 de marzo de 1133 falleció)
- Walther von Dillingen † (8 de septiembre de 1133-1152 renunció)
- Konrad von Hirscheck † (1152-24 de octubre de 1167 falleció)
- Hartwig von Lierheim † (1167-24 de enero de 1184 falleció)
- Udalschalk † (28 de enero de 1184-1 de junio de 1202 falleció)
- Hartwig von Hirnheim † (junio de 1202-30 de abril de 1208 falleció)
- Siegfried von Rechberg † (1208-23 de agosto de 1227 falleció)
- Sibod von Seefeld † (1227-1247 renunció)
- Hartmann von Dillingen † (13 de marzo de 1250-4 de julio de 1286 falleció)
- Siegfried von Algertshausen † (19 de julio de 1286-26 de junio de 1288 falleció)
- Wolfhard von Roth † (antes del 18 de agosto de 1288-13 de enero de 1302 falleció)
- Degenhard von Hellenstein † (1303-1 de diciembre de 1307 falleció)
- Friedrich Spät von Faimingen † (1309-14 de marzo de 1331 falleció)
- Ulrich von Schönegg † (1331-25 de julio de 1337 falleció)
- Heinrich von Schönegg † (1337-1347 o 1348 renunció)
- Markward von Randeck † (30 de mayo de 1348-23 de agosto de 1365 nombrado patriarca de Aquilea)
- Walther von Hochschlitz † (19 de noviembre de 1365-4 de octubre de 1369 falleció)
- Johann von Schadland, O.P. † (16 de junio de 1371-abril de 1372 renunció)
- Burchard von Ellerbach † (12 de diciembre de 1373-9 de marzo de 1404 falleció)
- Eberhard von Kirchberg † (30 de mayo de 1404-12 de agosto de 1413 falleció)
- Friedrich von Grafeneck † (24 de septiembre de 1413-24 de septiembre de 1414 nombrado obispo de Brandeburgo)
- Anselm von Nenningen † (24 de septiembre de 1414-1423 renunció)
- Heinrich von Ehrenfels † (7 de septiembre de 1423-? renunció)
- Peter von Schaumberg † (27 de febrero de 1424-12 de abril de 1469 falleció)
- Johann von Werdenberg † (15 de mayo de 1469-23 de febrero de 1486 falleció)
- Friedrich von Zollern † (21 de junio de 1486-8 de marzo de 1505 falleció)
- Heinrich von Lichtenau † (7 de mayo de 1505-12 de abril de 1517 falleció)
- Christoph von Stadion † (20 de abril de 1517-15 de abril de 1543 falleció)
- Otto von Waldburg † (1 de junio de 1543-2 de abril de 1573 falleció)
- Johann Eglof von Knöringen † (31 de julio de 1573-5 de junio de 1575 falleció)
- Marquard vom Berg † (23 de septiembre de 1575-28 de enero de 1591 falleció)
- Johann Otto von Gemmingen † (10 de mayo de 1591-6 de octubre de 1598 falleció)
- Heinrich von Knöringen † (19 de abril de 1599-25 de junio de 1646 falleció)
  - Sigismund Franz von Österreich-Tirol † (25 de junio de 1646 por sucesión-28 de mayo de 1665 renunció) (obispo electo)[nota 3]
- Johann Christoph von Freyberg † (11 de octubre de 1666-1 de abril de 1690 falleció)
- Alejandro Sigismundo de Palatinado-Neuburg † (1 de abril de 1690 por sucesión-24 de enero de 1737 falleció)
- Johann Franz Schenk von Stauffenberg † (24 de enero de 1737 por sucesión-12 de junio de 1740 falleció)
- José Ignacio Felipe de Hesse-Darmstadt † (2 de enero de 1741-20 de agosto de 1768 falleció)
- Clemente Venceslao de Sajonia † (20 de agosto de 1768 por sucesión-27 de julio de 1812 falleció)
  - Sede vacante (1812-1818)[nota 4]
- Franz Karl Joseph von Hohenlohe-Waldenburg-Schillingsfürst † (6 de abril de 1818-9 de octubre de 1819 falleció)
- Joseph Maria von Fraunberg † (27 de junio de 1821[nota 5] -24 de mayo de 1824 nombrado arzobispo de Bamberg)
- Ignaz Albert von Riegg, O.S.A. † (24 de mayo de 1824-15 de agosto de 1836 falleció)
- Johann Peter von Richarz † (21 de noviembre de 1836-2 de julio de 1855 falleció)
- Michael von Deinlein † (19 de junio de 1856-27 de septiembre de 1858 nombrado arzobispo de Bamberg)
- Pankratius von Dinkel † (27 de septiembre de 1858-8 de octubre de 1894 falleció)
- Petrus von Hötzl, O.F.M. † (18 de marzo de 1895-9 de marzo de 1902 falleció)
- Maximilian von Lingg † (9 de junio de 1902-31 de mayo de 1930 falleció)
- Josef Kumpfmüller † (17 de septiembre de 1930-10 de febrero de 1949 falleció)
- Josef Freundorfer † (9 de julio de 1949-11 de abril de 1963 falleció)
- Josef Stimpfle † (10 de septiembre de 1963-30 de marzo de 1992 retirado)
- Viktor Josef Dammertz, O.S.B. † (24 de diciembre de 1992-9 de junio de 2004 retirado)
- Walter Mixa (16 de julio de 2005-8 de mayo de 2010 renunció)
- Konrad Zdarsa (8 de julio de 2010-4 de julio de 2019 retirado)
- Bertram Johannes Meier, desde el 29 de enero de 2020[nota 6]